# Nadobniczka drzewna
Nadobniczka drzewna (Tachycineta bicolor) – gatunek małego ptaka z rodziny jaskółkowatych (Hirundinidae). Jedyny gatunek wśród północnoamerykańskich ptaków śpiewających, u którego samica gnieździ się w szacie młodocianej. Nie wyróżnia się podgatunków.
WyglądSamiec – wierzch ciała metalicznie niebieskozielony, od spodu biały. Samica – 1 rok jest brązowa, z niewielką ilością metalicznego nalotu na wierzchu, od spodu biała. W drugim roku ilość nalotu zaczyna się zwiększać.
Wymiary średnieDługość ciała 12–15 cm, rozpiętość skrzydeł 30–35 cm. Masa ciała 16–25 g.
Zasięg, środowiskoŻeruje i gniazduje w pobliżu wód, od północnej granicy lasu po środkową część Ameryki Północnej. Zimuje w południowej części tego kontynentu.
PożywienieŻywi się głównie owadami. Czasem chwyta inne drobne zwierzęta (np. pająki, mięczaki czy robaki), a podczas złej pogody, gdy ofiar jest mało, może się też żywić materiałem roślinnym.
StatusMiędzynarodowa Unia Ochrony Przyrody (IUCN) uznaje nadobniczkę drzewną za gatunek najmniejszej troski (LC, Least Concern) nieprzerwanie od 1988 roku. Organizacja Partners in Flight szacuje liczebność populacji lęgowej na 17 milionów osobników. Liczebność populacji w latach 1966–2014, według szacunków North American Breeding Bird Survey, spadła o 49%, mimo to BirdLife International uznaje trend liczebności populacji za stabilny.